# Jesús Otero

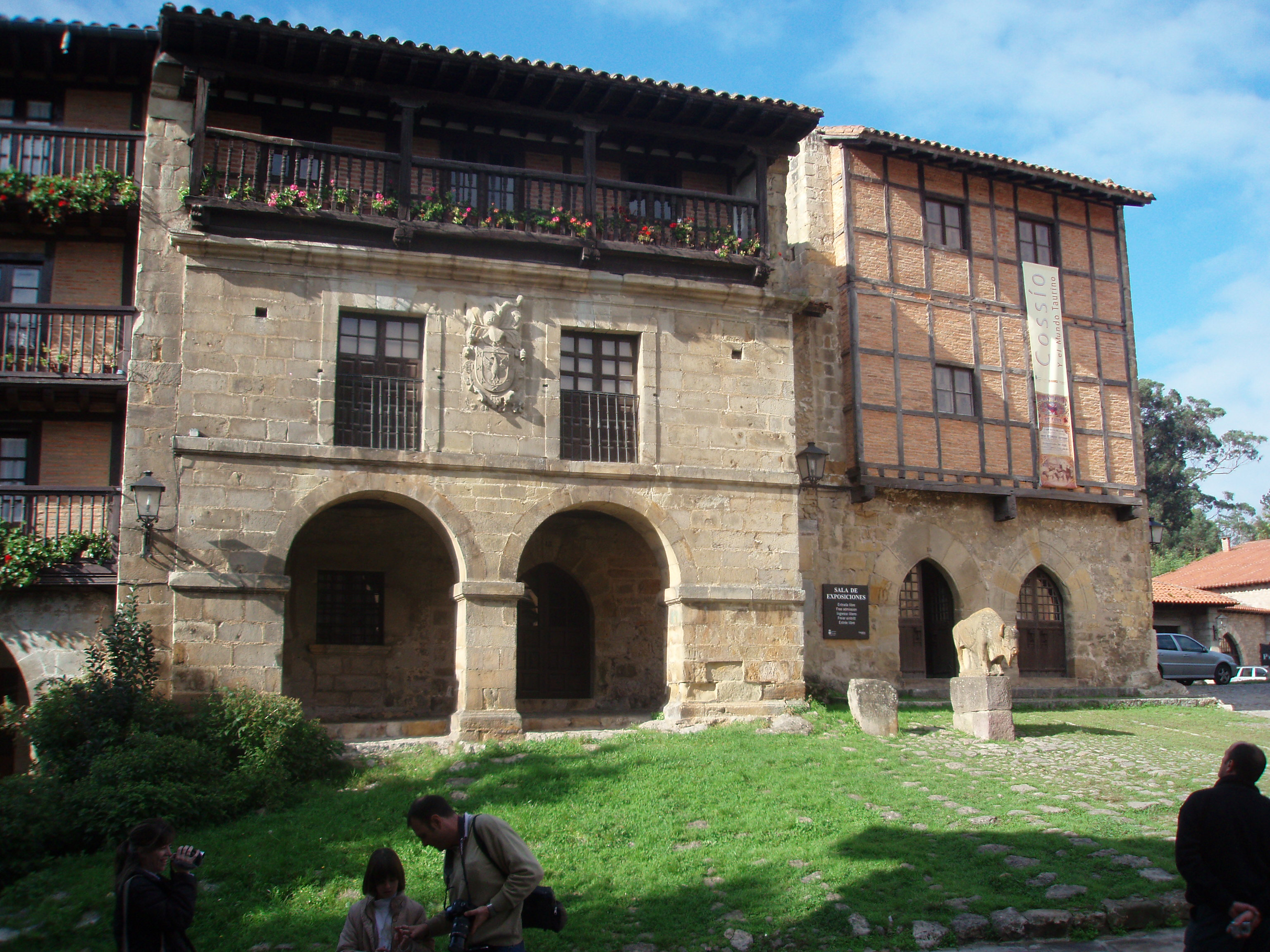
Escultura del bisonte de Jesús Otero junto a las casas del Águila y de la Parra, en Santillana del Mar.

Jesús Otero Oreña (Santillana del Mar, 6 de febrero de 1908-ibidem, 26 de agosto de 1994) fue un escultor español. Parte de su obra puede visitarse en el Museo Jesús Otero de su localidad natal.

## Biografía
Nacido en Santillana del Mar en 1908, cursó sus estudios primarios en esa villa a la par que trabajaba y esculpía. En 1924 logró exponer en el Ateneo de Santander y en esa ciudad estudió en la Escuela de Artes y Oficios, donde expuso algunas de sus obras en 1926. En 1929 ingresó en la Real Academia de Bellas Artes de San Fernando gracias a una beca de la Diputación de Santander.
En 1931 regresó a su tierra natal, sumergiéndose en el ambiente artístico de las ciudades de Santander y Torrelavega, ambas cercanas a Santillana del Mar. En 1936 fue nombrado por la Segunda República Española delegado de Bellas Artes en Santillana del Mar para cuidar del patrimonio artístico de la localidad. Ese mismo año se alistó voluntariamente en las filas republicanas durante la guerra civil, causa que le valió la cárcel sucesivamente en Santander, Burgos, Alcalá de Henares, El Dueso y Bilbao. Logró la libertad en 1941, habiendo pesado sobre él dos condenas de muerte.
Reincorporado con normalidad a la sociedad cántabra, participa en diversas reuniones intelectuales que tuvieron lugar en su villa natal entre 1949 y 1951. Interesado en la arqueología, en 1955 tiene que dejarla tras ser acusado de cavar refugios para los maquis cántabros. En 1957 ganó una medalla de la Exposición Nacional de Bellas Artes por su obra Toro; a partir de ese momento expone en diversos lugares y gana algunos premios, aunque otros se le terminan negando por razones políticas.
En 1988 es nombrado hijo predilecto de Cantabria por la Diputación Regional, reconociéndose el mérito de su carrera. En 1990, de igual modo, Suances lo nombra farero mayor. En 1991 Santillana del Mar le dio su nombre a su escuela-taller municipal. El 21 de diciembre de 1993, Jesús Otero donó toda la obra que mantenía en su posesión al municipio, incluyendo dibujos y boceto. Este conjunto pasó a constituir el fondo del Museo Jesús Otero, inaugurado el 19 de marzo de 1994. Unos meses después, el 26 de agosto de ese mismo año, murió en su casa de Santillana del Mar.

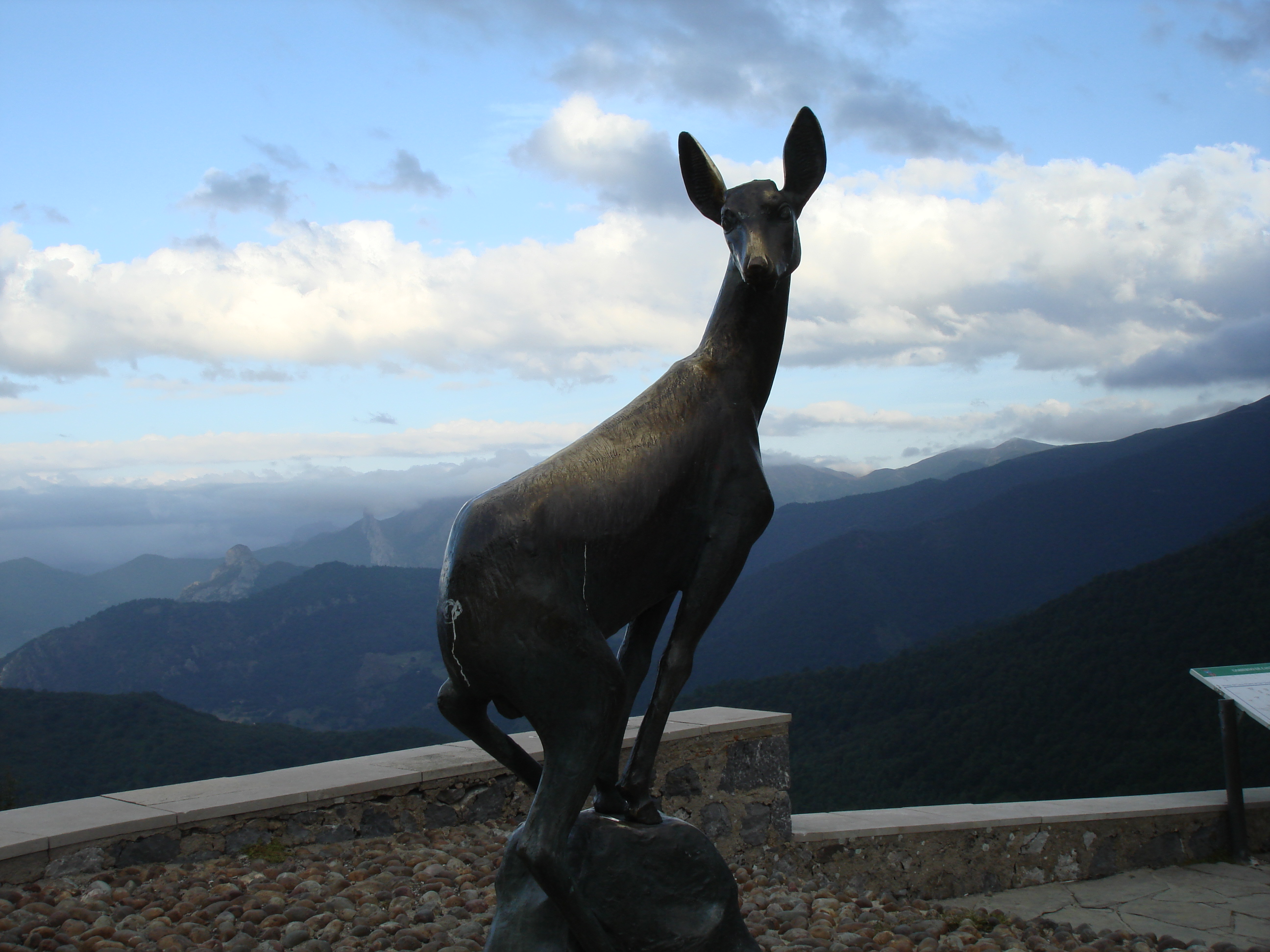
Monumento al Corzo en el mirador del puerto de San Glorio.
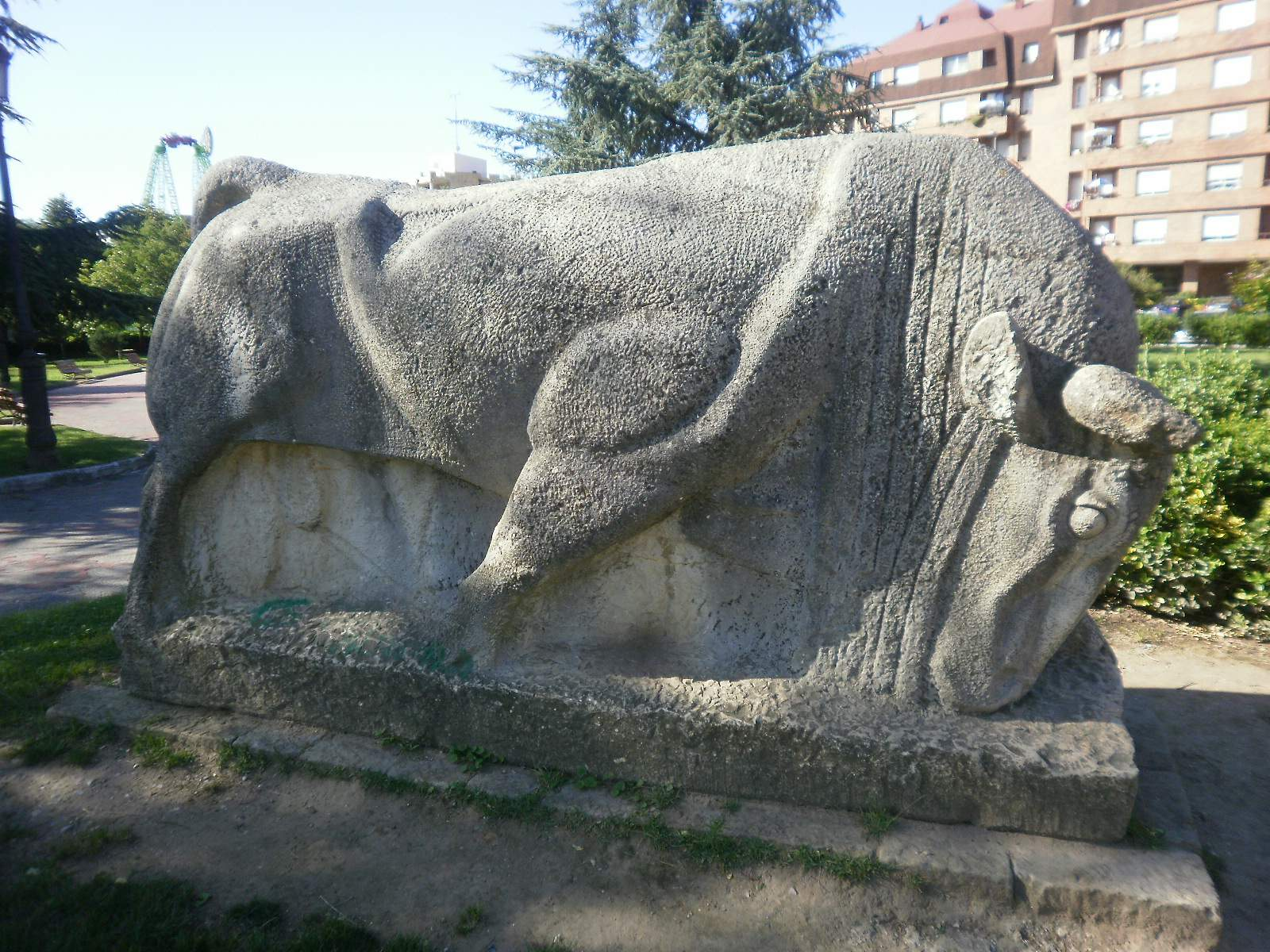
Bisonte en el parque Manuel Barquin de Torrelavega.
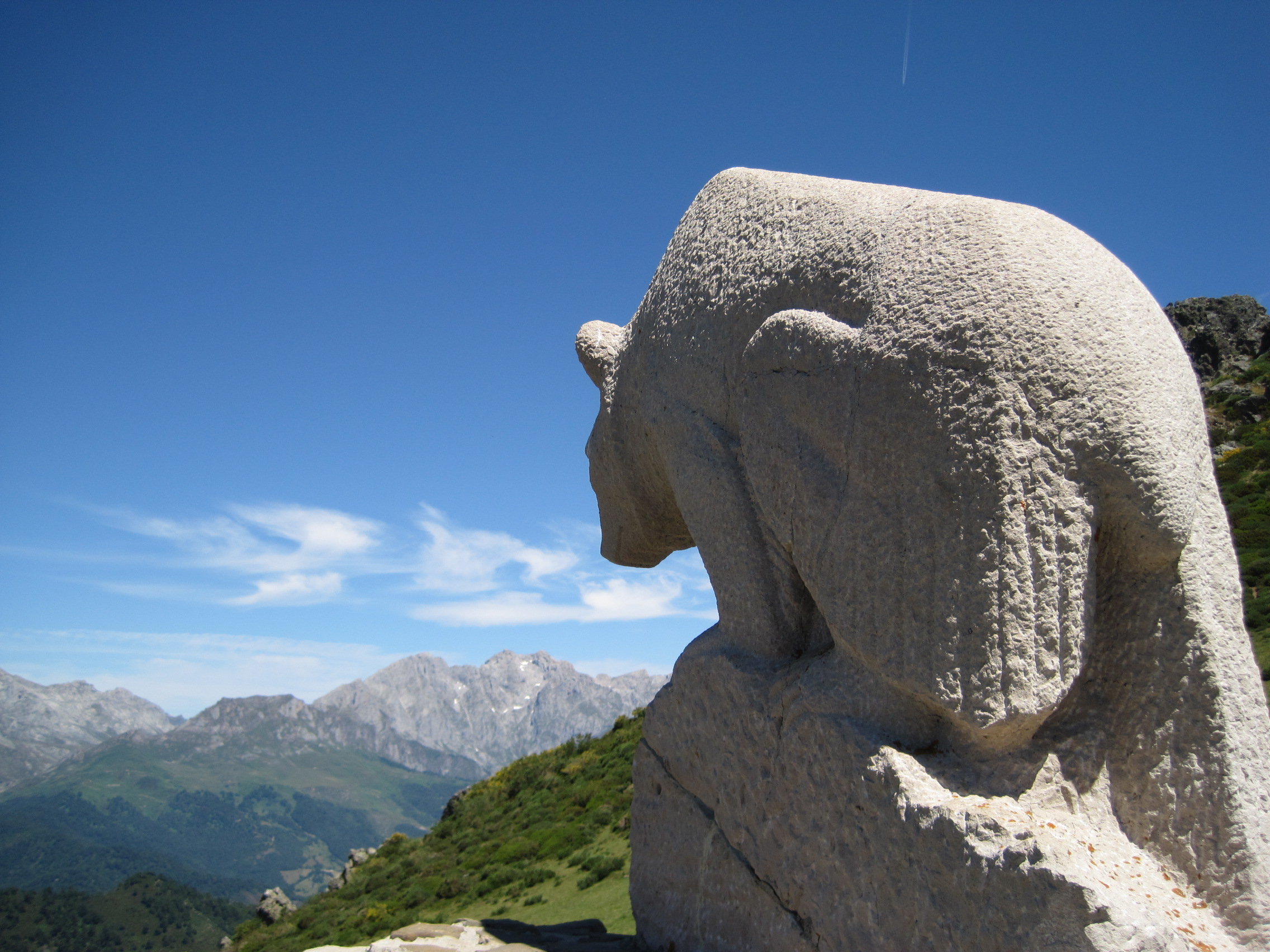
Monumento al Oso, en el collado de Llesba, en el puerto de San Glorio.
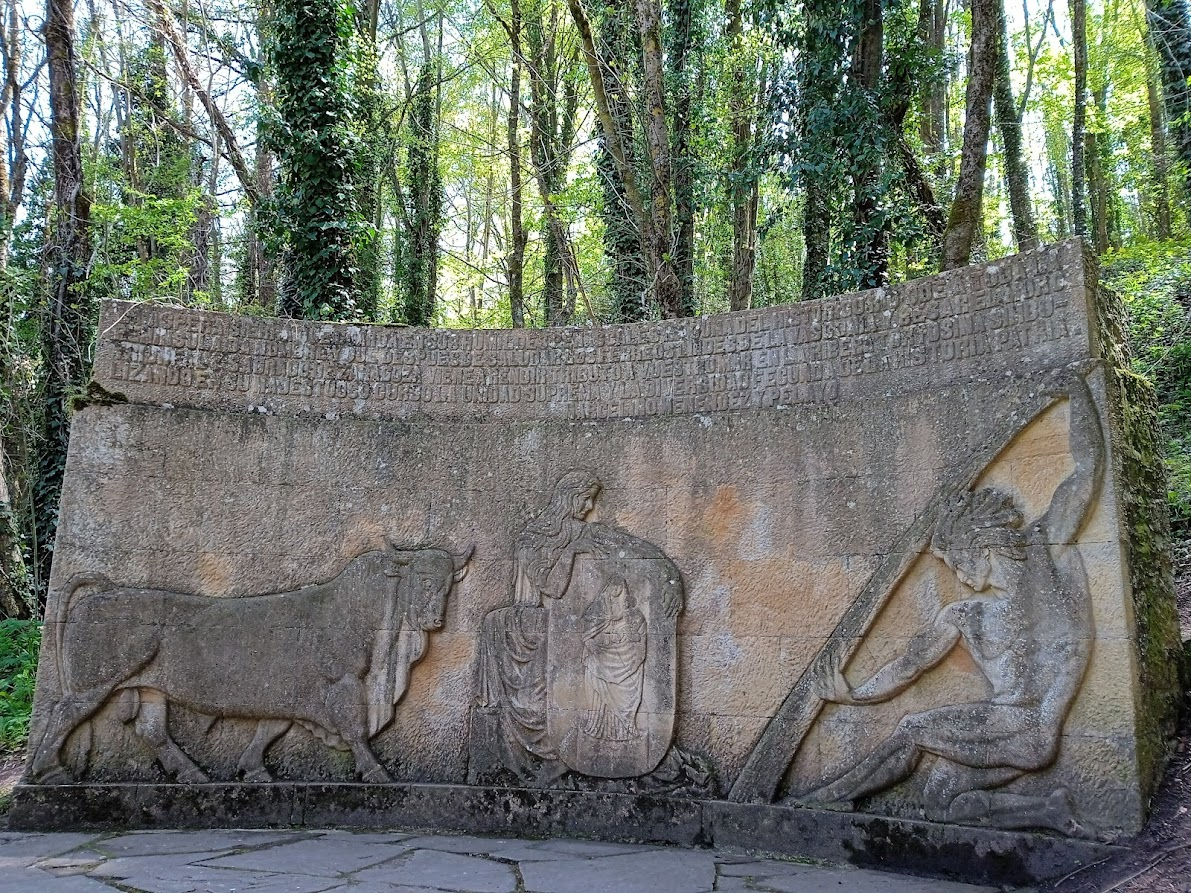
Mural con un relieve alegórico situado en Fontibre.
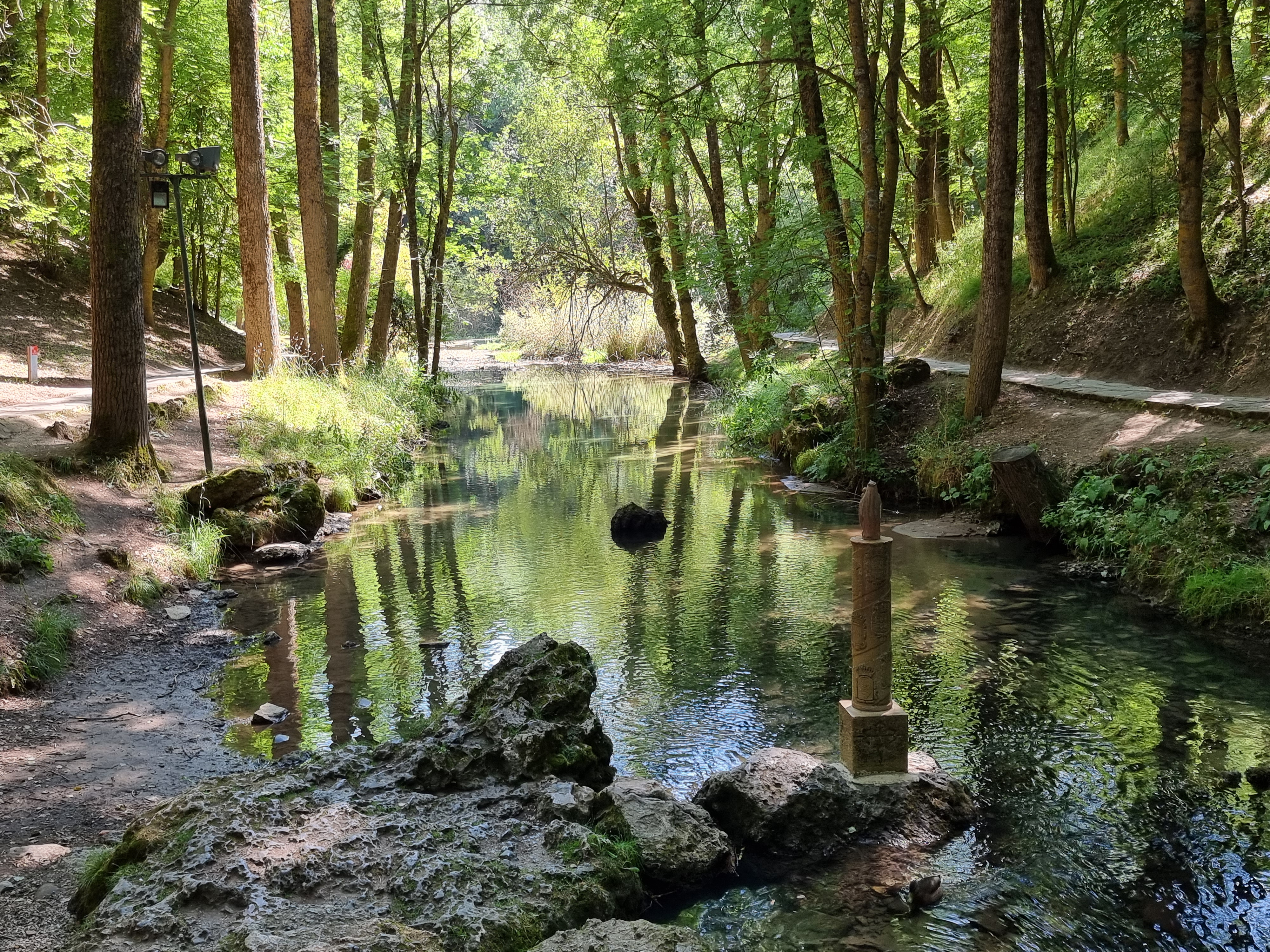
Pilar escultórico en el nacimiento del Ebro (Fontibre).

## Obra
Sus principales obras, centradas en la naturaleza y los animales, son:
- Ternera dormida (1935; Museo Español de Arte Contemporáneo, Madrid)
- Cristo (1946; Ministerio de la Vivienda, Madrid)
- El avance montañés (1946; relieves para el pabellón de Santander en la Fiesta de Campo de Madrid, Madrid)
- Monumento al Ebro (1951; lugar del nacimiento del río Ebro, Fontibre)
- Monumento a Juan de la Cosa (1952; Cartagena de Indias)
- Dejad que los niños se acerquen a mí (1962, relieve para la iglesia de la Virgen Grande, Torrelavega)
- Beato de Liébana (1973, Monasterio de Santo Toribio de Liébana, Camaleño)